# Aleksandar Ranković (futbolista)

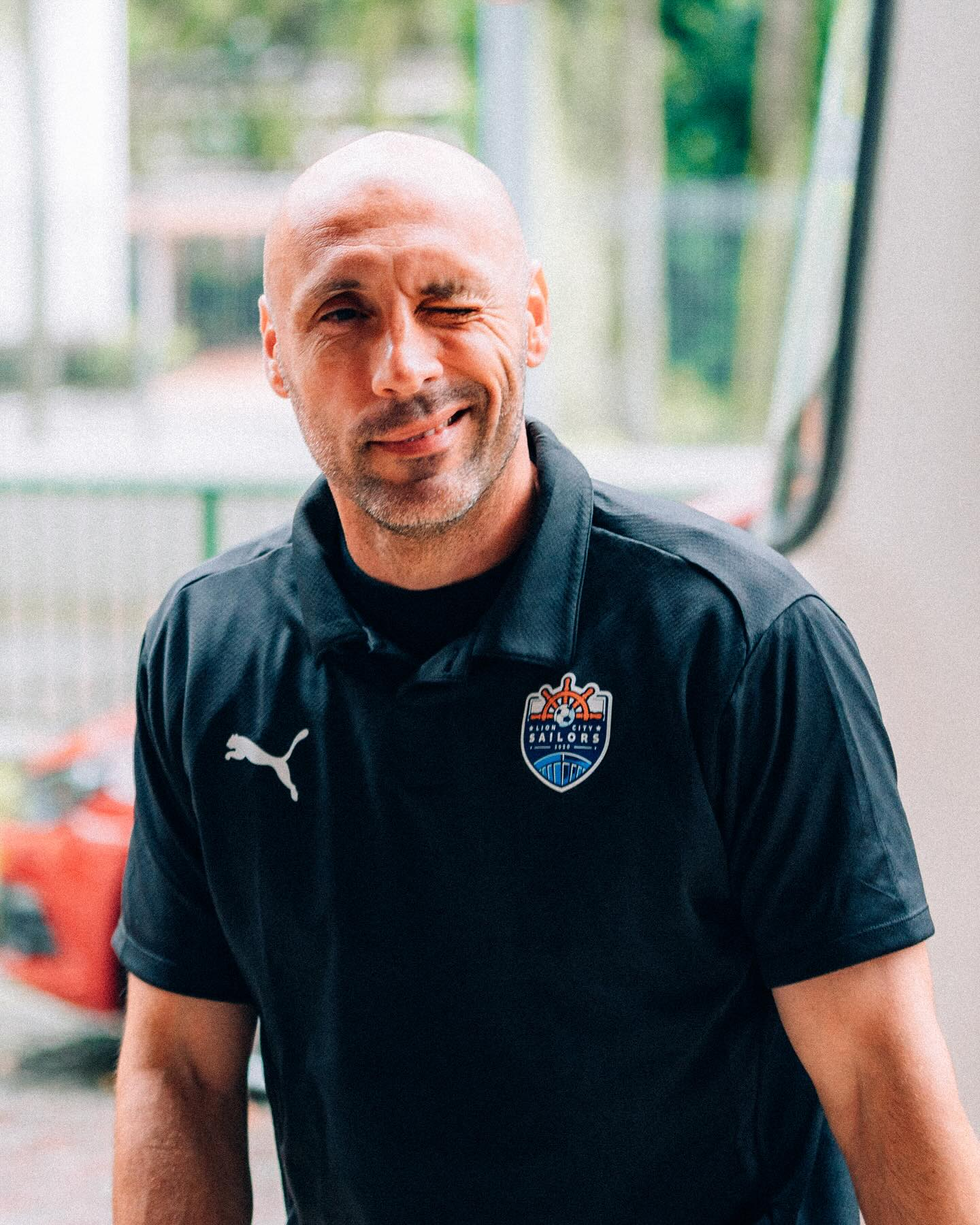
Aleksandar Ranković, exfutbolista profesional Servio.

Aleksandar Ranković (Serbio cirílico: Александар Ранковић; nacido el 31 de agosto de 1978) es un exfutbolista profesional serbio.

## Carrera
Ranković empezó su carrera profesional con el FK Rad, haciendo sus primeras apariciones en 1997, con 19 años de edad. En 2002, el equipo neerlandés SBV Vitesse se interesó por el jugador y le trajo a la Eredivisie, donde jugó regularmente con el primer equipo durante tres temporadas. En 2005, se marcha a otro equipo de la  Eredivisie, el ADO La Haya donde se convierte en uno de los jugadores importantes del club.
Ranković se convirtió en noticia en enero de 2007, cuando fue enviado fuera en un derrota 3–1 frente al AZ, en un partido en el que también marcó. El incidente tuvo lugar, tras señalar pena máxima en favor del AZ el áribtro Kevin Blom. Ranković empujó a Blom mientras le  gritaba "Cuando te vea en la ciudad,  te mataré". Ranković Recibió una sanción de cinco partidos por amenazas de muerte. Acabó disculpándose por el incidente.
El 22 de junio de 2011, Ranković firmó un contrato por un año con el FK Partizan.
El 15 de mayo de 2020, Ranković fue anunciado como el nuevo entrenador en jefe de ADO Den Haag hasta 2022.